# Cheung Kong Centre
Il Cheung Kong Centre è un grattacielo situato ad Hong Kong, in Cina. Si trova a fianco del più noto Bank of China Tower. È stato progettato dal famoso architetto César Pelli ed è sede del Cheung Kong Holdings. 
Quando è stata completata nel 1999, era il terzo edificio più alto della città dopo Central Plaza e la Bank of China Tower. Il Cheung Kong Center sorge al posto dell'ex Hong Kong Hilton, demolito nel 1995/6, e di Beaconsfield House, venduta dal governo nel 1996. Si trova tra l'edificio della sede centrale della HSBC di Hong Kong e la Bank of China Tower.  
Come è consuetudine a Hong Kong, le luci colorate sui lati dell'edificio si illuminano di notte creando spettacoli luminosi. 
È una delle strutture scalate da Alain Robert, il francese chiamato "The Human Spider".